# 三田市立三輪小学校
三田市立三輪小学校（さんだしりつ みわしょうがっこう）は、兵庫県三田市三輪にある公立小学校。

## 沿革
- 1903年（明治36年） - 創立。
- 1905年（明治38年） - 校章制定[1]。

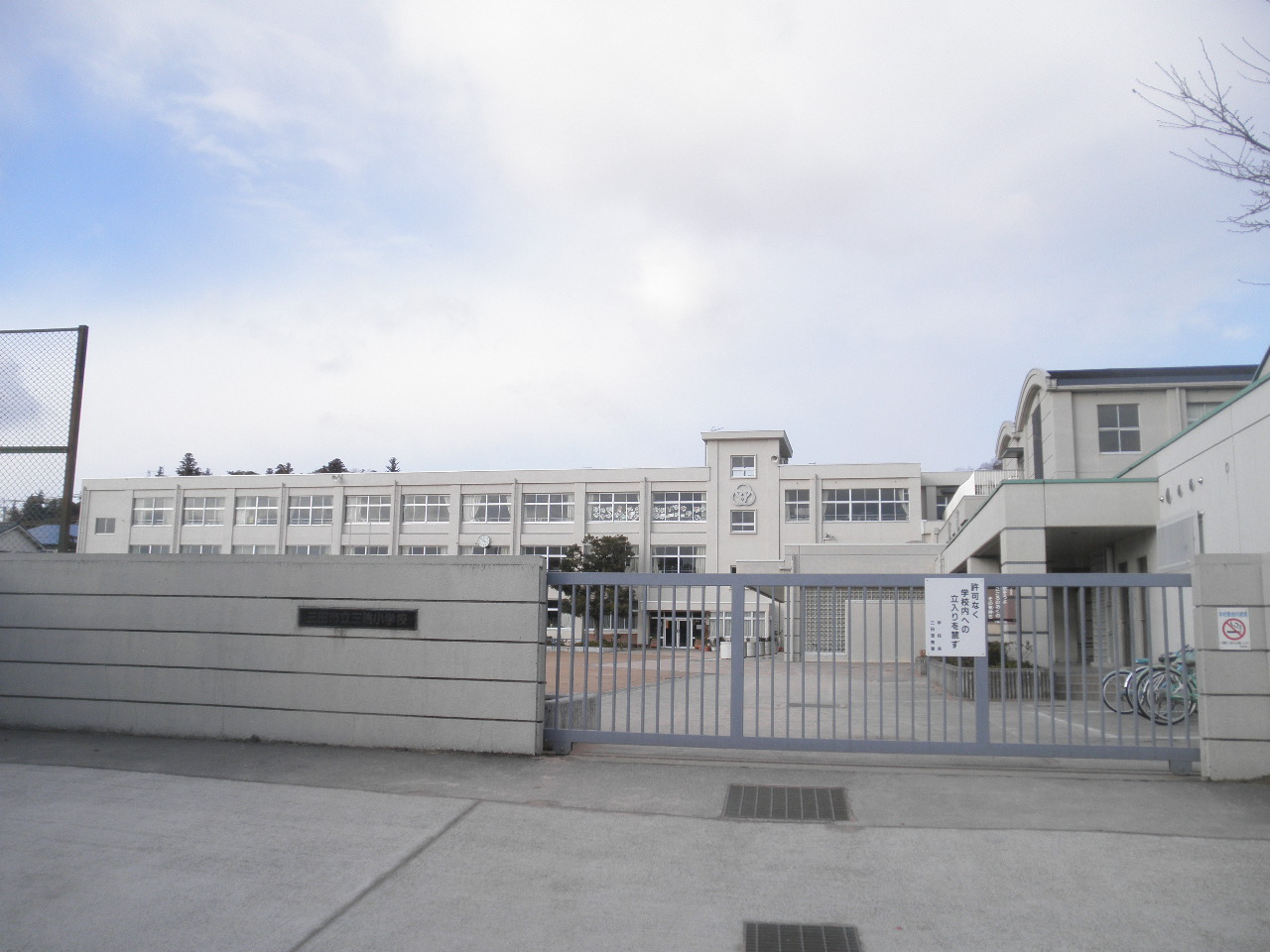
校門

- 1908年（明治41年） - 三輪尋常高等小学校と改称[1]。
- 1928年（昭和3年） - 校歌制定[1]。
- 1958年（昭和33年）
  - 日付不明 - 北校舎落成[1]。
  - 7月1日 - 三田市立三輪小学校と改称する[1]。
- 1961年（昭和36年） - 南校舎落成し、臥蛇島の児童を招く[1]。
- 1962年（昭和37年） - 屋内体育館落成[1]。
- 1966年（昭和41年） - 本館落成式記念日[1]。
- 1973年（昭和48年） - 障害児学級開設式挙行[1]。
- 1974年（昭和49年） - 障害児学級通学バス（ともだち号）始動式挙行[1]。
- 1984年（昭和59年）12月11日 - 住民表示変更により、三田市三輪1丁目となる[1]。
- 1987年（昭和62年）4月1日 - 松ヶ丘小学校開校により、本校校区の友が丘・藤の台・杉が丘・大原・大原荘園・川除の6地区から通う児童を松ヶ丘小学校の通学区域変更[1]。
- 1988年（昭和63年） - 屋内運動場竣工[1]。
- 1992年（平成4年 - 本館大規模改装工事完成[1]。
- 1995年（平成7年） - プール改装と運動場整備[1]。
- 1997年（平成9年） - エレベーター設置工事完成[1]。
- 2002年（平成14年）6月16日 - 創立100周年記念式典開催[1]。
- 2003年（平成15年） - 特別棟増築工事（図工室・図書室・パソコン室）[1]。
- 2004年（平成16年） - 小高連携いきいき授業（有馬高校との連携）[1]。
- 2005年（平成17年） - オープンスクール開始[1]。
- 2007年（平成19年） - 東校舎改修工事完成[1]。

## 校区
| 大字     | 範囲 |
| -------- | ---- |
| 三輪     | 一部 |
| 大原     | 一部 |
| 上河原   | 全域 |
| 山田     | 一部 |
| 下田中区 | 全域 |
| 桑原     | 全域 |
| 高次     | 全域 |
| 溝北     | 全域 |
| 縄手     | 全域 |
| 駅前町   | 全域 |
| 新地     | 全域 |
| 清水ケ丘 | 全域 |

## 卒業後の進路
- 三田市立八景中学校[2]

## 交通アクセス
- 西日本旅客鉄道（JR西日本）福知山線・神戸電鉄 三田駅より徒歩3分。

## 校区が隣接している学校
- 三田市立三田小学校
- 三田市立松が丘小学校
- 三田市立志手原小学校
- 宝塚市立西谷小学校
- 神戸市立道場小学校